# Výšovice
Výšovice (en allemand : Waischowitz) est une commune du district de Prostějov, dans la région d'Olomouc, en République tchèque. Sa population s'élevait à 574 habitants en 2023.

## Géographie
Výšovice se trouve à 6,5 km au sud-sud-est de Prostějov, à 21,5 km au sud-sud-est d'Olomouc et à 209 km à l'est-sud-est de Prague.
La commune est limitée par Prostějov et Bedihošť au nord, par Čehovice, Čelčice et Skalka à l'est, par Pivín au sud, par Vřesovice au sud et au sud-ouest, et par Vranovice-Kelčice, Dětkovice et Určice à l'ouest.

## Histoire
La première mention écrite de la localité date de 1348.

## Transports
Par la route, Výšovice se trouve à 7 km de Prostějov, à 25,5 km d'Olomouc et à 261 km de Prague.